# Józef Kogutek
Józef Kogutek pseud. Marek (ur. 10 marca 1915 w Trzebownisku w powiecie rzeszowskim, zm. 3 listopada 1990 w Zakopanem) – działacz komunistyczny, oficer GL i AL.

## Życiorys
Pochodził z rodziny chłopskiej, był synem Jana. W 1929, podczas nauki w rzeszowskim Gimnazjum im. Stanisława Konarskiego (ukończonym w 1933) wstąpił do KZMP, a rok później do KPP. Organizował wiejskie komórki KPP, kolportował ulotki i prowadził  agitację komunistyczną. Wielokrotnie aresztowany za działalność komunistyczną, 1936–1937 osadzony w obozie w Berezie Kartuskiej. 
Od 1938 służył w 5 pułku strzelców podhalańskich. Brał udział w kampanii wrześniowej, internowany na Węgrzech, do grudnia 1940 przebywał w różnych obozach internowania na Węgrzech i w Austrii. W styczniu 1942 współtworzył komunistyczną organizację konspiracyjną Czyn Chłopsko-Robotniczy a później organizował PPR na Rzeszowszczyźnie. Był sekretarzem Komitetu Okręgowego (KO) PPR w Rzeszowie i członkiem Komitetu Obwodowego PPR w Krakowie. Współorganizator oddziałów GL, m.in. oddziału „Iskra”. Brał udział w wielu akcjach bojowych na Podkarpaciu; kilkoma dowodził. W odwecie za jego działalność Gestapo osadziło jego rodziców w obozach koncentracyjnych i zamordowało mu trzech braci. Ponieważ był ścigany przez Niemców listami gończymi, w lipcu 1943 władze PPR przeniosły go do Warszawy, gdzie został członkiem KO PPR Warszawa-Prawa Podmiejska i dowódcą okręgowym GL. Atakował niemiecki transport i urzędy, współpracując m.in. z Mirosławem Krajewskim. Od września 1943 był porucznikiem GL. 
Po wojnie był początkowo księgowym w bankach „Społem”, a od czerwca 1947 służył w Wojsku Polskim, gdzie pracował w Sztabie Generalnym m.in. jako starszy pomocnik szefa Wydziału Rezerwy Oficerskiej. W lipcu 1950 przeniesiony do rezerwy z powodu zaawansowanej gruźlicy płuc, 1951–1952 był przewodniczącym zarządu Spółdzielni Pracy „Foto-Jedność” w Zakopanem, a 1951–1953 kierownikiem schroniska Polskiego Towarzystwa Turystyczno-Krajoznawczego na Ornaku. Od 1953 do 1970 pracował w leśnictwie Strążyska w Tatrzańskim Parku Narodowym. Był delegatem na II Zjazd PZPR w 1954 i III Zjazd PZPR w 1959, członek egzekutywy Komitetu Miejskiego (KM) PZPR. Autor wspomnień „Gdy byliśmy osaczeni” (1976). 
Odznaczony Krzyżem Grunwaldu III klasy (1947) i Orderem Sztandaru Pracy I klasy.